# 閲江楼
閲江楼（えつこうろう）は中華人民共和国江蘇省南京市鼓楼区の獅子山に位置する楼閣。江南四大名楼の一つとして有名である。
獅子山は標高78.4m、周囲2Kmあり、その昔、東晋の元帝は八王の乱により金稜へ逃れる際に初めて長江を渡り、この時に詠んだ詩から盧龍山の名が付いた。1360年（至正20年）朱元璋が盧龍山（獅子山）が8万の伏兵により陳友諒の40万の軍を打ち破り明朝の基礎を築いた。1374年（洪武7年）に朱元璋は盧龍山を獅子山と改称、閲江楼建設の詔勅が出されたが建設は突如中断され600年余りの歳月が流れた。
1993年より獅子山景区の開発計画が実行され、1998年に閲江楼の建設が開始され2001年9月に600年余り有記無楼（書物に記されているが楼が無いと言う意味）と言われた閲江楼が4層7階の楼閣として完成した。現在は閲江楼を中心として閲江楼記碑亭、玩咸亭、古砲台、孫中山閲江処、五軍地道、古城墻、地蔵寺、五色土、静海寺など30余りの歴史遺跡などがある獅子山景区として国家AAAA級旅游景区、国家重点名勝旅游景区に指定され南京の有名観光地となっている。
獅子山山頂付近までは、エレベーターで上る事が出来る。

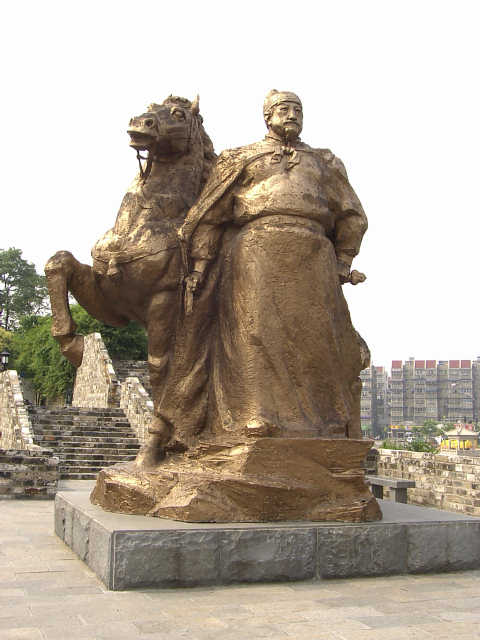
朱元璋の銅像
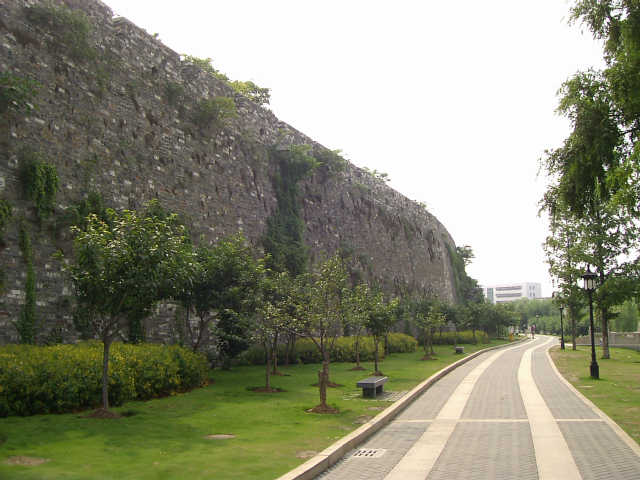
明代の城壁
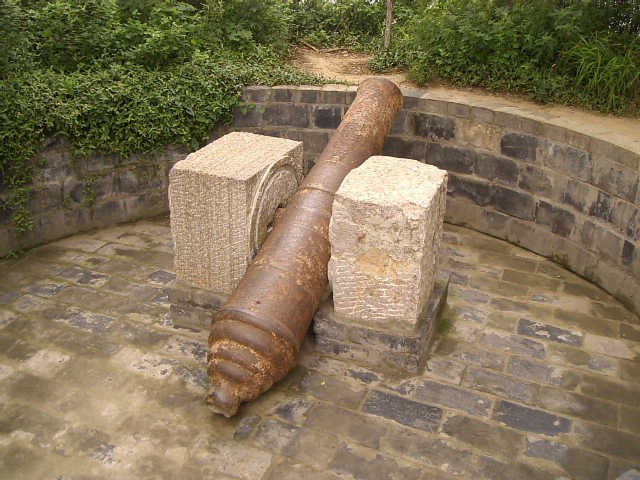
古砲台

## 入場料
40元（2009年現在）

## エレベーター料金
3元　(2009年現在）